# Polizeiruf 110: Einer trage des anderen Last
Einer trage des anderen Last ist ein deutscher Kriminalfilm von Christian von Castelberg aus dem Jahr 2012. Es ist die 325. Folge innerhalb der Filmreihe Polizeiruf 110 und der fünfte Fall für Hauptkommissar Alexander Bukow (Charly Hübner) und die LKA-Beamtin Katrin König (Anneke Kim Sarnau). Die Haupt-Gastrollen sind mit Christian Ehrich, Hans Löw, Maria Kwiatkowsky und Gerdy Zint besetzt.

## Handlung
Zwei Männer in Polizeiuniform überfallen einen Gefangenentransport, doch anstatt den Fahrgast zu befreien, schlagen sie ihn nieder, misshandeln und erschießen ihn. Bei der Suche nach den Tätern geraten die Kriminalhauptkommissare Bukow und König in einen Schusswechsel, bei dem König lebensbedrohlich verletzt wird.
Das Opfer ist Kevin Schulz, der seine Strafe in zwei Monaten verbüßt hätte und entlassen worden wäre. Das wirft die Frage auf, warum sich die Täter die Mühe gemacht haben, ihn zu diesem Zeitpunkt zu befreien, wenn sie ihn doch nur töten wollten. Bukow befragt zunächst die beiden Fahrer und erfährt von ihnen, dass Schulz finanziell gut aufgestellt gewesen sei und gute Kontakte zur Außenwelt hatte.
Kriminalkommissar Volker Thiesler recherchiert, dass es vor fünf Jahren einen Überfall auf einen Geldtransporter in Rostock gegeben hat, der nach ähnlichem Muster abgelaufen ist wie der aktuelle auf den Gefangenentransporter. Nach der Aktenlage waren in Rostock der Zuhälter Fred Hansen und der Drogendealer Mirco Lewandowski in den Überfall verstrickt, man konnte ihnen jedoch nichts beweisen. Beide hatten Schulz mehrfach in der JVA besucht. Bukow hält dies nicht für einen Zufall und behält die beiden im Auge. So gelingt es ihm, einen Zeugen zu finden, der für Hansen öfter Gelegenheitsaufträge übernommen hat und in diesem Zusammenhang auch zwei Säcke entsorgen sollte, in denen sich zwei Polizeiuniformen befanden.
Bukow will sich aber auch noch in der JVA umhören, da er sich davon weitere Hinweise verspricht. Damit das nicht so auffällt, schickt er seinen Kollegen Anton Pöschel undercover ins Gefängnis. Dieser wird zu einem ehemaligen Zellengenossen von Schulz gesperrt und erfährt so, dass der Vollzugsbeamte Peter Dörner etwas mit der Befreiungsaktion zu tun gehabt hat. Dörner kommt dahinter, dass Pöschel ein Spitzel ist, und lässt ihn von Häftlingen foltern. Als sich Pöschel seinerseits auf dem Dienstweg mit ihm auseinandersetzt, wird Dörner festgenommen.
Nach Bukows Recherchen steht fest, dass Hansen, Lewandowski, Schulz und seine Schwester Jessica den Geldtransporter in Rostock überfallen hatten. Hansen und Lewandowski hatten versucht, sich von dem Geld eine bürgerliche Existenz aufzubauen, und dabei auch Schulz’ Anteil mit verbraucht. Als Schulz das erfahren hatte, drohte er die ganze Sache „auffliegen“ zu lassen. Um das zu verhindern, haben ihn Hansen und Lewandowski aus dem Weg geräumt. Schulz hat aber ein Lebensgeständnis verfasst und dieses Jessica anvertraut. Als Hansen und Lewandowski das herausfinden, setzen sie die junge Frau unter Druck. Bukow und Thiesler sind aber schon auf dem Weg zu ihr und können sie befreien. Hansen und Lewandowski werden festgenommen, für Jessica will Bukow einen guten Anwalt besorgen, da sie seit einigen Jahren ihren Weg gefunden hat und gute soziale Arbeit leistet.
Katrin König war in die Ermittlungen nicht eingebunden, da sie sich während der gesamten Zeit im Krankenhaus befand. Inzwischen befindet sie sich auf dem Weg der Besserung.

## Hintergrund
Der Grund für die passive Rolle von Katrin König, die sich in dieser Folge fast ausnahmslos im Krankenhausbett aufhalten muss, liegt in der Schwangerschaft von Anneke Kim Sarnau. Für die Schauspielerin Maria Kwiatkowsky in der Rolle der Jessica Schulz war es der letzte Filmauftritt vor ihrem frühen Tod am 4. Juli 2011.

## Rezeption

### Einschaltquote
Bei seiner Erstausstrahlung am 19. Februar 2012 in der ARD erreichte diese Polizeiruf-Folge mit dem Ermittlerduo aus Rostock 7,38 Millionen Zuschauer, was einem Marktanteil von 19,7 % entsprach.

### Kritik
Rainer Tittelbach von tittelbach.tv urteilte: „‚Einer trage des Anderen Last‘ tickt anders als andere Sonntagskrimis. Dieser ‚Polizeiruf 110‘ von Christian von Castelberg ist ein Grenzgänger-Fall. Auch Bukow lässt sich anstecken von der latenten Gewaltbereitschaft. Gutes Drehbuch, stimmige Genre-Psychologie, physische Ästhetik, außergewöhnliche Schauspieler. Und Maria Kwiatkowsky in ihrer letzten Rolle.“
Bei Spiegel Online findet Christian Buß, es gäbe „eine ganze Reihe von Szenen, die Gespür für gesellschaftliche Randzonen beweisen.“ Schauspielerisch gefällt ihm die Rolle von Bukow sehr gut und er meint: „Hübner füllt die Rolle perfekt aus, ohne dabei auf Mackertum zurückgreifen zu müssen. Sein zu Amtsmissbrauch neigender Bukow ist eine komplett in sich schlüssige Variation des entfesselten Gesetzeshüters; die ewige Nervosität seiner Figur ist nicht machistisch, sondern rollenbiografisch aufgeladen.“
Oliver Jungen von der FAZ wertete: „Der Rostocker ‚Polzeiruf 110‘ überzeugt durch Alltäglichkeit. Autor Eckhard Theophil steht auf nackte Realität, die auch in seinem eigenen Lebenslauf wieder zu finden ist.“